# Samuil al Bulgariei
Samuil (n. 958 d.Hr. – d. 6 octombrie 1014, Prespa, Țaratul Bulgar) a fost un țar al Bulgariei care a rezistat cu succes atacurilor bizantine timp de 40 de ani.
Într-o ceremonie publică din 971 de la Constantinopol, țarul bulgar Boris al II-lea a cedat ritual însemnele sale imperiale către Ioan I Tzimiskes. Ținuturile bulgare din Tracia și Moesia inferioară au devenit acum parte a Imperiului Bizantin și au fost puse sub conducerea unor guvernatori bizantini. Cu toate că ceremonia din 971 a fost gândită ca o încheiere simbolică a existenței imperiului bulgar, bizantinii nu au putut să preia controlul asupra provinciilor vestice din Bulgaria. Acestea au rămas sub stăpânirea propriilor guvernatori, în special o familie nobilă condusă de patru frați numiți Comitopuli (adică „fiii contelui”), numiți David, Moise, Aron și Samuil. Boris al II-lea a fost ucis din greșeală de o santinelă bulgară, deoarece era îmbrăcat ca un nobil bizantin, astfel că cel mai tânăr dintre frații Cometopuli, Samuil, a ajuns să-i conducă pe bulgari și a rezistat în fața bizantinilor.
El a rămas în istoria bulgarilor deoarece a învins armata invincibilă a lui Vasile al II-lea la Porțile lui Traian în cadrul unor lupte care au ținut mai multe decenii, 991–1014. În 1014. Vasile îi înfrânge pe bulgari la Kimbalongu (Câmpulungu în limba localnicilor) în regiunea Struma. După bătălie, conform unei legende, a orbit 14.000 de prizonieri bulgari, iar unui bulgar din 100 i s-a lăsat un singur ochi, pentru a-i conduce pe ceilalți înapoi la Samuil. Potrivit legendei, vederea acestei atrocități a fost prea mult chiar și pentru Samuil, care s-a învinovățit de înfrângere și a murit trei luni mai târziu, la 6 octombrie. Această legendă este o invenție ulterioară, care a dat naștere poreclei prin care Vasile al II-lea a fost cunoscut încă din secolul al XII-lea ca Bulgaroctonul, „ucigașul de bulgari”.